# Jagiellonia Białystok w sezonie 1999/2000

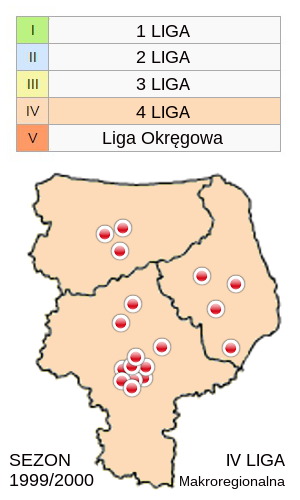
Zespoły występujące w IV Lidze (makroregionalnej) w sezonie 1999/2000

Jagiellonia Białystok przystąpiła do rozgrywek IV Ligi (makroregionalnej) oraz Pucharu Polski od I rundy.
Przed sezonem doszło do fuzji 2 klubów sponsorowanych przez "Wersal Podlaski", Jagiellonii i KP Wasilków, dzięki czemu powstała jedna drużyna o nazwie Jagiellonia Wersal Podlaski Białystok.

## IV poziom rozgrywkowy
Jagiellonia w dobrym stylu wywalczyła sobie awans do III ligi, niewątpliwie wpływ na to miała fuzja z KP Wasilków oraz wsparcie finansowe sponsora. Awans nie przyszedł łatwo, choć Jagiellonia w całym sezonie zremisowała 3 razy i tyle samo przegrała, to lepszą drużyną okazał się Znicz Pruszków. Białostoczanie musieli odbyć dwumecz barażowy z Spartą Szepietowo, dzięki zwycięstwom "Jaga" mogła świętować awans do III ligi.
Do Jagiellonii powróciło kilku "starych" graczy, z Wasilkowa wraz z innymi zawodnikami powrócili Markiewicz, Prokop i Dymek. Z Legii Warszawa - Dariusz Czykier, a z Hetmana Białystok - Zbigniew Szugzda. 
Po sezonie doszło do reorganizacji ligi, IV ligę makroregionalną przekształcono w IV ligę na bazie nowych województw.
Puchar Polski

Jagiellonia wystąpiła w Pucharze Polski w miejsce drużyny z Wasilkowa, w I rundzie Pucharu Polski pokonała 0:6 Olimpię Zambrów, w następnej rundzie uległa u siebie Piotrkovii Piotrków Trybunalski 0:1 i odpadła z dalszej rywalizacji.

W roku 2000 Jagiellonia zagrała w regionalnym Pucharze Polski, w finale pokonując białostocki Hetman 1:3.

## Końcowa Tabela IV Ligi (Makroregionalnej)
| Lp. | Drużyna                  | M  | Z  | R | P  | Bramki | Bramki | Różn. | Pkt. | Uwagi                                                      |
| --- | ------------------------ | -- | -- | - | -- | ------ | ------ | ----- | ---- | ---------------------------------------------------------- |
| 1   | Znicz Pruszków           | 34 | 27 | 3 | 2  | 119    | 25     | +94   | 84   | Awans do II ligi                                           |
| 2   | Jagiellonia Białystok    | 34 | 26 | 3 | 3  | 124    | 11     | +113  | 81   | Baraż, awans                                               |
| 3   | Legionovia Legionowo     | 34 | 24 | 4 | 4  | 89     | 17     | +72   | 76   | Reforma ligi, zespoły wystąpią w nowej IV lidze okręgowej. |
| 4   | ŁKS Łomża                | 34 | 21 | 3 | 8  | 66     | 32     | +34   | 66   | Reforma ligi, zespoły wystąpią w nowej IV lidze okręgowej. |
| 5   | Mrągovia Mrągowo         | 34 | 18 | 6 | 8  | 52     | 33     | +19   | 60   | Reforma ligi, zespoły wystąpią w nowej IV lidze okręgowej. |
| 6   | Olimpia Warszawa         | 34 | 16 | 5 | 11 | 66     | 39     | +27   | 53   | Reforma ligi, zespoły wystąpią w nowej IV lidze okręgowej. |
| 7   | Wkra Żuromin             | 34 | 14 | 6 | 12 | 49     | 59     | -10   | 48   | Reforma ligi, zespoły wystąpią w nowej IV lidze okręgowej. |
| 8   | Cresovia Siemiatycze     | 34 | 14 | 5 | 13 | 53     | 44     | +9    | 47   | Reforma ligi, zespoły wystąpią w nowej IV lidze okręgowej. |
| 9   | Piast Piastów            | 34 | 12 | 4 | 16 | 51     | 61     | -10   | 40   | Reforma ligi, zespoły wystąpią w nowej IV lidze okręgowej. |
| 10  | AZS-AWF Warszawa         | 34 | 11 | 5 | 16 | 57     | 68     | -11   | 38   | Reforma ligi, zespoły wystąpią w nowej IV lidze okręgowej. |
| 11  | Ursus Warszawa           | 34 | 9  | 4 | 19 | 36     | 72     | -36   | 31   | Reforma ligi, zespoły wystąpią w nowej IV lidze okręgowej. |
| 12  | Ruch Wysokie Mazowieckie | 34 | 9  | 3 | 20 | 24     | 78     | -54   | 30   | Reforma ligi, zespoły wystąpią w nowej IV lidze okręgowej. |
| 13  | MKS Szczytno             | 34 | 8  | 6 | 18 | 39     | 62     | -23   | 30   | Reforma ligi, zespoły wystąpią w nowej IV lidze okręgowej. |
| 14  | MKS Ciechanów            | 34 | 7  | 7 | 18 | 36     | 73     | -37   | 28   | Reforma ligi, zespoły wystąpią w nowej IV lidze okręgowej. |
| 15  | Huragan Wołomin          | 34 | 8  | 4 | 20 | 29     | 76     | -47   | 28   | Reforma ligi, zespoły wystąpią w nowej IV lidze okręgowej. |
| 16  | Tęcza Biskupiec          | 34 | 7  | 4 | 21 | 38     | 94     | -56   | 25   | Reforma ligi, zespoły wystąpią w nowej IV lidze okręgowej. |
| 17  | MKS Przasnysz            | 34 | 2  | 6 | 24 | 17     | 101    | -84   | 12   | Spadek Klasa Okr.                                          |
| 18  | Bug Wyszków              | -  | -  | - | -  | -      | -      | -     | -    | Wycofany                                                   |

- Bug Wyszków został wycofany po 17 kol., wyniki anulowano.

## Skład, statystyka, transfery
| Kadra              | Kadra                  | Kadra | Kadra      | Kadra | Liga | Liga | Baraże | Baraże | Transfery                                            | Transfery              |
| Nr                 | Zawodnik               | Poz.  | Data ur.   | Wz.   | M.   | Br.  | M.     | Br.    | Transfer z/do                                        | Ostatni klub           |
| ------------------ | ---------------------- | ----- | ---------- | ----- | ---- | ---- | ------ | ------ | ---------------------------------------------------- | ---------------------- |
|                    | Mirosław Dymek w       | BR    | 25.02.1970 | 1,91  | 32   | 1    | 2      | 0      |                                                      | (wyp.)KPWP Wasilków    |
|                    | Marek Sawicki          | BR    | 22.03.1973 | 1,82  | 0    | 0    | 0      | 0      | 99(j) z KPWP Wasilków · 2000(w) do Sparta Szepietowo | KPWP Wasilków          |
|                    | Paweł Waliński         | BR    | 31.03.1980 | 1,87  | 0    | 0    | 0      | 0      | 99(j) z MOSP Jagiellonia Białystok                   | MOSP Jagiellonia Biał. |
|                    | Krzysztof Zalewski w   | OB    | 17.01.1978 | 1,77  | 32   | 4    | 2      | 0      | 99(j) z KPWP Wasilków                                | KPWP Wasilków          |
|                    | Mariusz Bańkowski      | OB    | 10.03.1980 | 1,92  | 7    | 0    | 0      | 0      | 99(j) z KPWP Wasilków                                | KPWP Wasilków          |
|                    | Adam Waluk             | OB    | 4.05.1980  | 1,90  | 16   | 0    | 2      | 0      | 99(j) z KPWP Wasilków                                | KPWP Wasilków          |
|                    | Adam Struczewski w     | OB    | 22.02.1974 | 1,83  | 15   | 0    | 0      | 0      |                                                      | (wychowanek)           |
|                    | Jacek Markiewicz w     | OB    | 18.04.1976 | 1,83  | 30   | 7    | 2      | 0      |                                                      | (wyp.) KPWP Wasilków   |
|                    | Dariusz Prokop         | OB    | 18.05.1976 | 1,83  | 32   | 1    | 2      | 0      |                                                      | (wyp.) KPWP Wasilków   |
|                    | Marcin Manelski        | OB    | 24.09.1971 | 1,80  | 25   | 0    | 0      | 0      | 99(j) z Hetman Zamość                                | Hetman Zamość          |
|                    | Piotr Grabowski        | PO    | 5.07.1977  | 1,77  | 16   | 1    | 2      | 0      |                                                      | Sparta Augustów        |
|                    | Jarosław Gierejkiewicz | PO    | 3.09.1965  | 1,82  | 16   | 3    | 0      | 0      | 99(j) z KPWP Wasilków · 2000(w) do Sparta Szepietowo | KPWP Wasilków          |
|                    | Mariusz Purzycki       | PO    | 20.10.1970 | 1,83  | 22   | 0    | 2      | 0      | 99(j) z KPWP Wasilków                                | KPWP Wasilków          |
|                    | Lech Sawicki           | PO    | 15.06.1976 | 1,81  | 6    | 0    | 0      | 0      | 99(j) z KPWP Wasilków · 2000(w) do Sparta Szepietowo | KPWP Wasilków          |
|                    | Mariusz Dzienis        | PO    | 27.02.1980 | 1,77  | 5    | 0    | 0      | 0      | 99(j) z MOSP Jagiellonia Białystok                   | MOSP Jagiellonia Biał. |
|                    | Artur Woroniecki       | PO    | 30.09.1971 | -     | 3    | 0    | 0      | 0      | 99(j) z KPWP Wasilków · 2000(w) do Hetman Białystok  | KPWP Wasilków          |
|                    | Sławomir Lewicki       | PO    | 18.07.1978 | 1,73  | 1    | 0    | 2      | 1      | 99(j) z KPWP Wasilków                                | KPWP Wasilków          |
|                    | Robert Speichler       | PO    | 27.11.1980 | 1,87  | 18   | 1    | 0      | 0      | 99(j) z KPWP Wasilków                                | KPWP Wasilków          |
|                    | Łukasz Tupalski        | PO    | 4.09.1980  | 1,87  | 29   | 3    | 2      | 1      | 99(j) z KPWP Wasilków                                | KPWP Wasilków          |
|                    | Dariusz Czykier        | PO    | 21.02.1966 | 1,81  | 23   | 9    | 2      | 0      | 99(j) z Legia Warszawa                               | Legia Warszawa         |
|                    | Wojciech Kobeszko      | NA    | 2.01.1980  | 1,78  | 30   | 35   | 0      | 0      | 99(j) z KPWP Wasilków                                | KPWP Wasilków          |
|                    | Zbigniew Szugzda       | NA    | 29.03.1970 | 1,90  | 32   | 30   | 2      | 2      | 99(j) z Hetman Białystok                             | Hetman Białystok       |
|                    | Sławomir Głębocki      | NA    | 8.12.1970  | 1,75  | 8    | 0    | 0      | 0      | 99(j) z KPWP Wasilków · 2000(w) do Wigry Suwałki     | KPWP Wasilków          |
|                    | Dariusz Petruk         | NA    | 28.01.1969 | -     | 31   | 26   | 2      | 1      |                                                      | Iskra Narew            |
|                    | Ryszard Ostrowski      | NA    | 19.04.1968 | 1,70  | 30   | 3    | 2      | 0      |                                                      | Mazur Ełk              |
|                    | bramka samobójcza      |       |            |       |      | 1    |        |        |                                                      |                        |
|                    | walkower               |       |            |       |      | -    |        |        |                                                      |                        |
| Transfery z klubu: |                        |       |            |       |      |      |        |        |                                                      |                        |
| Nr                 | Zawodnik               | Poz.  | Data ur.   | Wz.   | M.   | Br.  | M.     | Br.    | Transfer z/do                                        | Ostatni klub           |
|                    | Łukasz Trudnos         | BR    | 23.04.1982 | 1,93  | 0    | 0    | 0      | 0      | 99(j) do Ruch Wysokie Mazowieckie                    | Okocimski Brzesko      |
|                    | Daniel Michaluk w      | OB    | ?.?.1978   | -     | 0    | 0    | 0      | 0      | 99(j) do Hetman Białystok                            | (wychowanek)           |
|                    | Marcin Lubczyński w    | NA    | ?.?.1977   | -     | 0    | 0    | 0      | 0      | 99(j) do Ruch Wysokie Mazowieckie                    | (wychowanek)           |
|                    | Tomasz Kisielewski w   | PO    | ?.?.1976   | -     | 0    | 0    | 0      | 0      | 99(j) do Ruch Wysokie Mazowieckie                    | KPWP Wasilków          |
|                    | Artur Sacharczuk w     | BR    | 6.07.1976  | -     | 0    | 0    | 0      | 0      | 99(j) do Sparta Augustów                             | (wychowanek)           |
|                    | Paweł Korniluk w       | BR    | ?.?.1976   | -     | 0    | 0    | 0      | 0      | 2000(w) do Iskra Narew                               | Olimpia Zambrów        |
|                    | Dariusz Ostaszewski    | OB    | 21.10.1969 | 1,80  | 1    | 0    | 0      | 0      | 99(j) do Sparta Szepitowo                            | KPWP Wasilków          |
|                    | Paweł Surynowicz w     | NA    | 28.11.1977 | -     | 0    | 0    | 0      | 0      | 99(j) do Hetman Białystok                            | (wychowanek)           |

## Mecze
| Mecze i wyniki | Mecze i wyniki          | Mecze i wyniki    | Mecze i wyniki | Mecze i wyniki | Mecze i wyniki            | Mecze i wyniki | Mecze i wyniki                                                                              | Poz w lidze. | Poz w lidze. | Poz w lidze. |
| Lp. | Data                    | Rozgrywki         | F.             | D/W            | Przeciwnik                | Wynik          | Strzelcy bramek                                                                             | M.           | P.           | Br.          |
| --- | ----------------------- | ----------------- | -------------- | -------------- | ------------------------- | -------------- | ------------------------------------------------------------------------------------------- | ------------ | ------------ | ------------ |
| 1 43 | 20.07.1999 Zambrów      | PP - I run.       | b.d.           | W              | Olimpia Zambrów           | 0:6            | Kobeszko (x3), L.Sawicki, Speichler, Tupalski                                               | awans        | awans        | awans        |
| | 07.08.1999 Białystok    | IV Liga - 1 kol.  | 500            | D              | Bug Wyszków               | (4:0)          | (klub wycofany, mecze anulowano)                                                            | -            | -            | -            |
| 2 44 | 10.08.1999 Białystok    | PP - II run.      | 500            | D              | Piotrkovia Piotrków Tryb. | 0:1            |                                                                                             | odpadnięcie  | odpadnięcie  | odpadnięcie  |
| 3 1373 | 14.08.1999 Żuromin      | IV Liga - 2 kol.  | 300            | W              | Wkra Żuromin              | 1:5            | Kobeszko 15' Petruk 41' Z.Szugzda 46' Gierejkiewicz 55'(k) Markiewicz 86'                   | ?            | 3            | 5:1          |
| 4 1374 | 18.08.1999 Białystok    | IV Liga - 3 kol.  | 1200           | D              | Olimpia Warszawa          | 0:1            |                                                                                             | ?            | 3            | 5:2          |
| 5 1375 | 12.08.1999 Siemiatycze  | IV Liga - 4 kol.  | 500            | W              | Cresovia Siemiatycze      | 1:2            | Z.Szugzda 42' 45'                                                                           | ?            | 6            | 7:3          |
| 6 1376 | 28.08.1999 Białystok    | IV Liga - 5 kol.  | 800            | D              | Znicz Pruszków            | 1:0            | Z.Szugzda 83'                                                                               | ?            | 9            | 8:3          |
| 7 1377 | 15.09.1999 Legionowo    | IV Liga - 6 kol.  | 1000           | W              | Legionovia Legionowo      | 1:1            | Petruk 90'                                                                                  | ?            | 10           | 9:4          |
| 8 1378 | 15.09.1999 Białystok    | IV Liga - 7 kol.  | 800            | D              | Ursus Warszawa            | 7:1            | Gierejkiewicz 21' Czykier 28'(k) 80' Petruk 53 58' 90' Kosiński 69' Z.Szugzda 71'           | ?            | 13           | 16:5         |
| 9 1379 | 18.09.1999 Piastów      | IV Liga - 8 kol.  | 400            | W              | Piast Piastów             | 0:33           | Kobeszko 23' 46' 75'                                                                        | ?            | 16           | 19:5         |
| 10 1380 | 25.09.1999 Białystok    | IV Liga - 9 kol.  | 800            | D              | AZS-AWF Warszawa          | 3:0            | Kobeszko 5' 42', Ostrowski 77'                                                              | ?            | 19           | 22:5         |
| 11 1381 | 02.10.1999 Szczytno     | IV Liga - 10 kol. | 100            | W              | MKS Szczytno              | 0:2            | Kobeszko 21' Z.Szugzda 35'                                                                  | 2            | 22           | 24:5         |
| 12 1382 | 09.10.1999 Białystok    | IV Liga - 11 kol. | 200            | D              | Tęcza Biskupiec           | 6:0            | Ostrowski 50' Gierejkiewicz 61'(k) Kobeszko 66' Petruk 70' 77' Z.Szugzda 83'                | 2            | 25           | 30:5         |
| 13 1383 | 16.10.1999 Przasnysz    | IV Liga - 12 kol. | 100            | W              | MKS Przasnysz             | 0:6            | Kobeszko 6' 26' 41' Z.Szugzda 30' 77' Petruk 66'                                            | 1            | 28           | 36:5         |
| 14 1384 | 23.10.1999 Białystok    | IV Liga - 13 kol. | 400            | D              | MKS Ciechanów             | 7:0            | Kobeszko 16' 22' 45' 87'(k) Z.Szugzda 32' Czykier 65' 89'(k)                                | 1            | 31           | 43:5         |
| 15 1385 | 30.10.1999 Wysokie Maz. | IV Liga - 14 kol. | 1000           | W              | Ruch Wysokie Maz.         | 0:4            | Kobeszko 13' Z.Szugzda 45' Czykier 63' Petruk 72'                                           | 1            | 34           | 47:5         |
| 16 1386 | 06.11.1999 Białystok    | IV Liga - 15 kol. | 800            | D              | ŁKS Łomża                 | 6:0            | Kobeszko 27'40'57' Z.Szugzda 39'58' Czykier 32'(k)                                          | 1            | 37           | 53:5         |
| 17 1387 | 13.11.1999 Białystok    | IV Liga - 16 kol. | 500            | D              | Mrągovia Mrągowo          | 4:0            | Czykier 6'(k) Z.Szugzda 24'36' Zalewski 70'                                                 | 1            | 40           | 57:5         |
| 18 1388 | 20.11.1999 Wołomin      | IV Liga - 17 kol. | 500            | W              | Huragan Wołomin           | 1:3            | Z.Szugzda 21' 44' Czykier 42'                                                               | 1            | 43           | 60:6         |
| 19 | 05.03.2000 Białystok    | PP OKR - 1/4      | b.d.           | W              | Włókniarz Białystok       | 0:3            | Kobeszko 30' 75' Speichler 15'                                                              | awans        | awans        | awans        |
| | 11.03.2000              | IV Liga - 18 kol. | -              | W              | Bug Wyszków               |                | (klub wycofany, pauza)                                                                      | -            | -            | -            |
| 20 1389 | 18.03.2000 Białystok    | IV Liga - 19 kol. | 800            | D              | Wkra Żuromin              | 4:0            | Petruk 48'79' Markiewicz 35, Tupalski 39'                                                   | 1            | 46           | 64:6         |
| 21 1390 | 25.03.2000 Warszawa     | IV Liga - 20 kol. | 400            | W              | Olimpia Warszawa          | 1:0            |                                                                                             | 3            | 46           | 64:7         |
| 22 1391 | 01.04.2000 Białystok    | IV Liga - 21 kol. | 800            | D              | Cresovia Siemiatycze      | 2:0            | Z.Szugzda 9' Markiewicz 12'                                                                 | 3            | 49           | 66:7         |
| 23 | 05.04.2000 Jaświły      | PP OKR - 1/2      | b.d.           | W              | UG Jaświły                | 0:6            | Z.Szugzda 56' Czykier 56' Petruk 58' 66' 86' Strzeliński 64'                                | awans        | awans        | awans        |
| 24 1392 | 08.04.2000 Pruszków     | IV Liga - 22 kol. | 2000           | W              | Znicz Pruszków            | 1:1            | Z.Szugzda 75'                                                                               | ?            | 50           | 67:8         |
| 25 1393 | 15.04.2000 Białystok    | IV Liga - 23 kol. | 2000           | D              | Legionovia Legionowo      | 0:0            |                                                                                             | 3            | 51           | 67:8         |
| 26 | ?.04.2000 Białystok     | PP OKR - finał    | 200            | W              | Hetman Białystok          | 1:3            | Z.Szugzda 23' Petruk 27' Markiewicz 47'                                                     | puchar       | puchar       | puchar       |
| 27 1394 | 22.04.2000 Warszawa     | IV Liga - 24 kol. | 200            | W              | Ursus Warszawa            | 0:3            | Z.Szugzda 20' Ostrowski 34' Kobeszko 62'                                                    | 3            | 54           | 70:8         |
| 28 1395 | 29.04.2000 Białystok    | IV Liga - 25 kol. | 600            | D              | Piast Piastów             | 6:0            | Petruk 56' 58' Markiewicz 61' Prokop 65' Kobeszko 67' Czykier 72'                           | 3            | 57           | 76:8         |
| 29 1396 | 03.05.2000 Warszawa     | IV Liga - 26 kol. | 150            | W              | AZS-AWF Warszawa          | 0:4            | Markiewicz 17'(k) Z.Szugzda 33' 45' Speichler 85'                                           | 2            | 60           | 80:8         |
| 30 1397 | 06.05.2000 Białystok    | IV Liga - 27 kol. | 800            | D              | MKS Szczytno              | 8:0            | Petruk 15' 53' 82' Kobeszko 23' 30' 77' Z.Szugzda 25' Markiewicz 62'(k)                     | 2            | 63           | 88:8         |
| 31 1398 | 13.05.2000 Biskupiec    | IV Liga - 28 kol. | 100            | W              | Tęcza Biskupiec           | 2:4            | Kobeszko 1' 7' Tupalski 34' Markiewicz 84'                                                  | 2            | 66           | 92:10        |
| 32 1399 | 20.05.2000 Białystok    | IV Liga - 29 kol. | 400            | D              | MKS Przasnysz             | 9:0            | Kobeszko 7' 35' 45' 82' Petruk 4' 80' 82' Z.Szugzda 73' Markiewicz 90'                      | 2            | 69           | 101:10       |
| 33 1400 | 27.05.2000 Ciechanów    | IV Liga - 30 kol. | 300            | W              | MKS Ciechanów             | 0:3            | Kobeszko 10' 83' Z.Szugzda 50'                                                              | 2            | 72           | 104:10       |
| 34 1401 | 03.06.2000 Białystok    | IV Liga - 31 kol. | 500            | D              | Ruch Wysokie Maz.         | 12:0           | Petruk 15' 27' 77' 80' Z.Szugzda 17' 31' 37' Kobeszko 44' 65' 87' Dymek 51'(k) Zalewski 71' | 2            | 75           | 116:10       |
| 35 1402 | 07.06.2000 Łomża        | IV Liga - 32 kol. | 1200           | W              | ŁKS Łomża                 | 1:0            | (samobój)                                                                                   | 2            | 75           | 116:11       |
| 36 1403 | 10.06.2000 Mrągowo      | IV Liga - 33 kol. | 400            | W              | Mrągovia Mrągowo          | 0:3            | Zalewski 44' Petruk 65' 86'                                                                 | 2            | 78           | 119:11       |
| 37 1404 | 17.06.2000 Białystok    | IV Liga - 34 kol. | 200            | D              | Huragan Wołomin           | 5:0            | Zalewski 25'(k) Z.Szugzda 28' 78' Petruk 37' Grabowski 66'                                  | 2            | 81           | 124:11       |
| 38 | 05.07.2000 Białystok    | Baraż (1 mecz)    | 1500           | D              | Sparta Szepietowo         | 3:1            | Petruk 67' Z.Szugzda 69' Lewicki 90'(k)                                                     | 1            | 3            | 3:1          |
| 39 | 09.07.2000 Szepietowo   | Baraż (2 mecz)    | 1000           | W              | Sparta Szepietowo         | 0:2            | Tupalski 7' Z.Szugzda 52'                                                                   | 1            | 6            | 5:1          |
| - rozgrywki ligowe, - rozgrywki pucharu polski, - rozgrywki pucharu ligi, - rozgrywki ligi europejskiej, - mecze barażowe lub eliminacyjne, - inne. Liczba meczów w sezonie:1 2 (wszystkie mecze na najwyższym poziomie rozgrywkowym)3 (wszystkie mecze w rozgrywkach ligowych bez baraży) , Puchar Polski: 2 (mecze Pucharu Polski na szczeblu centralnym)3 (wszystkie mecze w Pucharze Polski) |                         |                   |                |                |                           |                |                                                                                             |              |              |              |